# Paulus Manutius

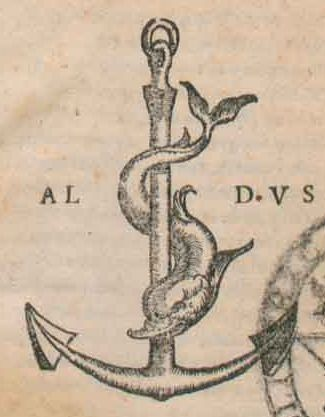
Printersmerk van de familie Manutius: anker en dolfijn

Paulus Manutius of, in het Italiaans Paolo Manuzio (Venetië, 12 juni 1512 – Rome, 6 april 1574) was een Italiaans drukker, humanist en essayist in het Latijn.

## Levensloop
Manutius groeide op in Venetië en in Asola, in een familie van drukkers. Zijn vader was Aldus Manutius en zijn oom Andrea Torresano. Manutius wilde aanvankelijk carrière maken op de kanselarij van de Republiek Venetië. De kanselier weigerde echter zijn aanstelling omdat zijn vader Aldus Manutius, niet geboren was in Venetië. Zijn vader was namelijk in Sermoneta geboren in de Pauselijke Staat. Manutius leerde vervolgens de stiel van drukker van zijn familie. Hij zette de familietraditie voort.
Na de dood van zijn vader en zijn oom, maakte de familie ruzie over de erfenis. Van de rechter kregen de neven 80% van het familievermogen; Manutius en zijn broers kregen de rest. In deze rest zat de boekenwinkel en de drukpers, inclusief het gebruik van het merk met het symbool van anker en vis. Het was het begin van een expansie van de drukkerij door Manutius en zijn broers. Per jaar gaven ze gemiddeld twaalf titels uit. In de eerste jaren drukten ze werken van auteurs uit de klassieke oudheid. Op vraag van klanten drukten ze later grammatica-boeken, woordenboeken, sonnetten en werken van humanisten. Zo drukten ze bijvoorbeeld wegens succes tweemaal het boek De krijgskunst van Niccolò Machiavelli, totdat het boek werd verboden en op de Index van de Rooms-Katholieke Kerk kwam. Een klein deel van de publicaties waren religieuze werken, slechts acht procent van de titels bestond hieruit. Werken over filosofie en geschiedenis bedroegen zeven procent van de titels.
Zijn broer Antonio kreeg problemen met de Venetiaanse politie en ging bankroet. Paulus Manutius deed veel moeite om zijn broer terug aan de drukpers te krijgen. 
Op de vraag van de hertog van Este om de drukkerij over te brengen van Venetië naar Carrara, ging Manutius niet in. Ook weigerde hij een aanbod van de stad Bologna, van graaf Otto Hendrik van de Palts en zelfs van het Spaanse hof in Madrid. Manutius bleef loyaal aan de Republiek Venetië.
In 1561 verhuisde Manutius naar Rome in de Pauselijke Staat, in een periode dat hij last kreeg met de Inquisitie van Venetië. In Rome bouwde hij mee de pauselijke drukkerij van paus Pius IV uit. De drukkerij is bekend als de Stamperia del Popolo Romano (1563-1598). Deze drukkerij stond in dienst van de contrareformatie. Na het Concilie van Trente had de kerk behoefte aan het drukken van kerkboeken, instructies en brieven, gericht tegen het protestantisme.

## Werken
Manutius schreef vloeiend Oudgrieks en Latijn. Hij schreef essays over het Romeinse Rijk zoals over de Senaat van Rome en het Romeins recht. Ook onderhield hij een correspondentie met andere humanisten in Europa. Zijn bekendste werk is, in het Italiaans, De gli elementi e di molti loro notabili effetti; dit werk handelt over de natuurelementen. Hij citeert er uitgebreid Plato en Aristoteles.

## Familie van drukkers
- Aldus Manutius, zijn vader
- Aldus Manutius de Jonge, zijn zoon

- Bibsys: 90772487
- Biblioteca Nacional de España: XX1124882
- Bibliothèque nationale de France: cb12463019h (data)
- Catàleg d'autoritats de noms i títols de Catalunya: 981058523175806706
- CiNii: DA07790590
- Gemeinsame Normdatei: 119485702
- International Standard Name Identifier: 0000 0001 2149 1396
- Library of Congress Control Number: n81028010
- Nationale Bibliotheek van Letland: 000309672
- Nationale Bibliotheek van Tsjechië: ola2003167540
- Nationale bibliotheek van Australië: 35222833
- Nationale Bibliotheek van Israël: 987007265074605171
- Nationale en Universitaire bibliotheek Zagreb: 000086728
- Nederlandse Thesaurus van Auteursnamen: 069590761
- Réseau des bibliothèques de Suisse occidentale: 02-A000110047
- Istituto Centrale per il Catalogo Unico: CUBV059174
- LIBRIS: 279481
- SNAC: w6sf3f8j
- Système universitaire de documentation: 033809801
- Trove: 871700
- Union List of Artist Names: 500108450
- Virtual International Authority File: 120694653
- WorldCat: E39PBJrm87HDchFqdp4yCRYwYP